# Elisabeth van Pilitza
Elisabeth van Pilitza (circa 1372 - Krakau, 12 maart 1420) was van 1417 tot aan haar dood koningin-gemalin van Polen en grootvorstin van Litouwen.

## Levensloop
Elisabeth was het enige kind van Otto van Pilitza, woiwode van Sandomierz, en diens echtgenote Hedwig van Melsztyn. Na de dood van haar vader in 1384 erfde ze grote landerijen, waaronder de steden Pilitza en Łańcut.
Volgens de Poolse historicus Jan Długosz was Elisabeth eerst gehuwd met Wiseł Czambor of Jan van Jičina, twee Moravische edelmannen. Omdat er geen data vermeld worden en dit niet in andere bronnen bevestigd wordt, is deze bewering historisch omstreden.
Rond 1397 huwde ze met Wincenty Granowski, burggraaf van Nakło en een weduwnaar met minstens drie zonen. Granowski overleed in december 1410, na dertien jaar huwelijk.
Op 2 mei 1417 huwde Elisabeth in Sanok met de Poolse koning Wladislaus II Jagiello, waarmee ze diens derde echtgenote werd. Op 19 november van dat jaar werd ze in de Wawelkathedraal gekroond tot koningin van Polen. Het huwelijk leidde tot hevige weerstand bij de Poolse adel. Wladislaus had op dat moment nog geen mannelijke nakomelingen en omdat Elisabeth al ongeveer 45 jaar was, zag het er naar uit dat dit huwelijk kinderloos zou blijven. De Poolse adel vond dat Wladislaus een jongere vrouw had moeten huwen.
In 1419 kreeg Elisabeth tuberculose. In maart 1420 overleed ze aan de gevolgen van deze ziekte, waarna ze bijgezet werd in de Wawelkathedraal.

## Nakomelingen
Verondersteld wordt dat Elisabeth en Wincenty Granowski vijf kinderen kregen:
- Hedwig, huwde met Jan van Leksandrowic
- Otto
- Elisabeth (overleden na 1452), huwde in 1418 met hertog Bolko V van Opole
- Jan, burggraaf van Krakau
- Ofka, huwde met Jan van Jičina, zoon van Elisabeths mogelijke echtgenoot Jan van Jičina

- Gemeinsame Normdatei: 131449176
- International Standard Name Identifier: 0000 0000 3989 3759
- Library of Congress Control Number: n2006078997
- Nationale Bibliotheek van Polen: a0000001626780
- Système universitaire de documentation: 175812861
- Virtual International Authority File: 8519857
- WorldCat: E39PBJkhMcFfmjy8dccVqq4KBP